# Ojo de Agua, Texcaltitlán
Ojo de Agua är en ort i Mexiko.   Den ligger i kommunen Texcaltitlán och delstaten Mexiko, i den södra delen av landet, 90 km sydväst om huvudstaden Mexico City. Ojo de Agua ligger 2 825 meter över havet och antalet invånare är 254.
Terrängen runt Ojo de Agua är huvudsakligen kuperad, men den allra närmaste omgivningen är platt. Runt Ojo de Agua är det ganska tätbefolkat, med 67 invånare per kvadratkilometer. Närmaste större samhälle är Jesús del Monte, 18,9 km nordväst om Ojo de Agua. I omgivningarna runt Ojo de Agua växer huvudsakligen savannskog.